# NGC 5809
NGC 5809 is een spiraalvormig sterrenstelsel in het sterrenbeeld Weegschaal. Het hemelobject werd op 30 maart 1827 ontdekt door de Britse astronoom John Herschel.

## Synoniemen
- MCG -2-38-25
- IRAS 14581-1358
- PGC 53624